# القوات الإقليمية في الحربين الفرنسية والهندية

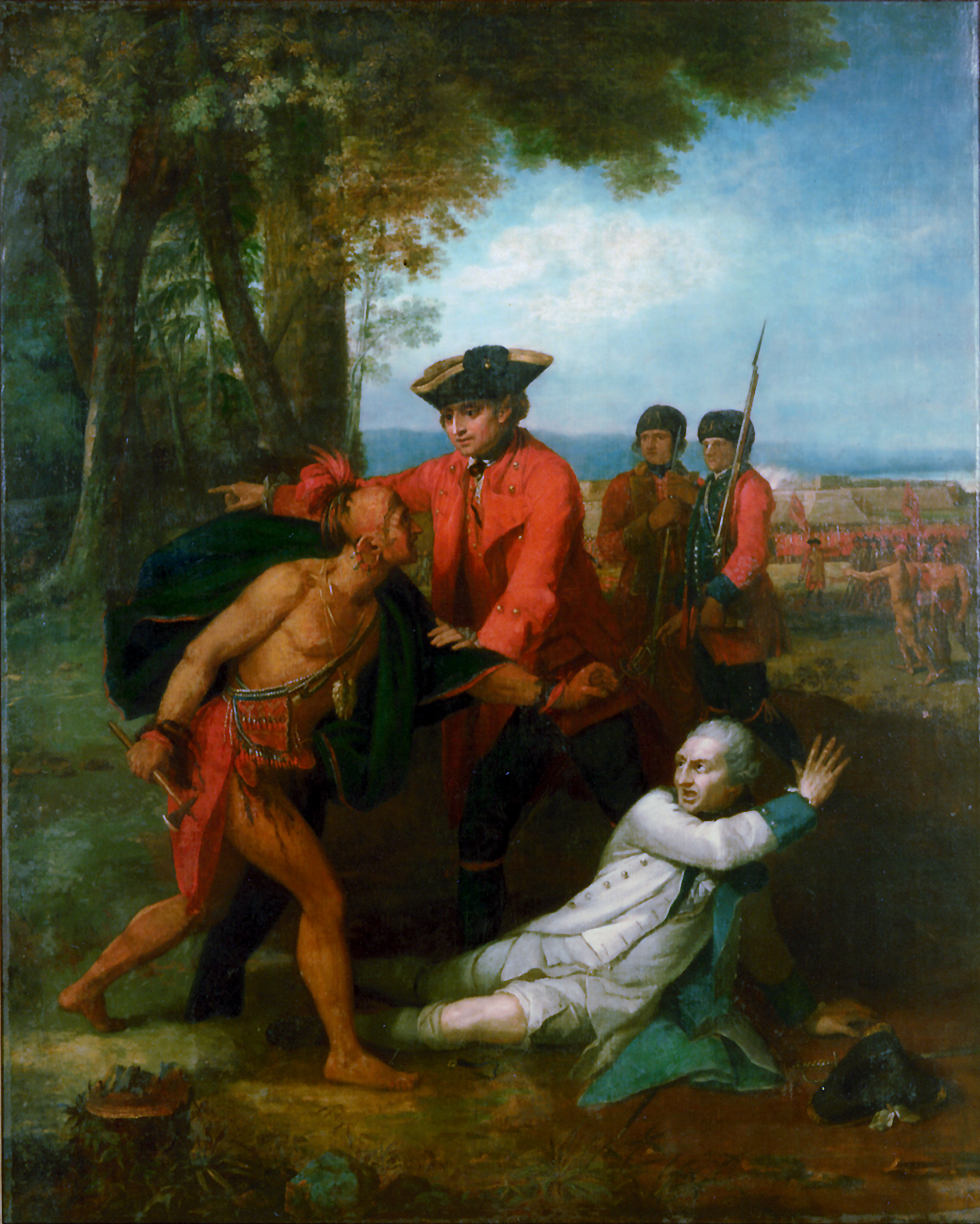

جند الحكام الاستعماريون والهيئات التشريعية القوات الإقليمية على القيام بعمليات ظويلة الأمد خلال الحروب الفرنسية والهندية. اختلفت القوات الإقليمية عن الميليشيات، من حيث أنها كانت منظمة عسكرية بدوام كامل تنفذ عمليات ممتدة عبر الزمن، كما اختلفوا عن الجيش البريطاني النظامي، إذ كانوا يُجندون لموسم حملة واحد فقط في ذلك الوقت. جندت هذه القوات في كثير من الأحيان من خلال نظام الحصص المطبق على الميليشيات. عيّنت حكومات المقاطعات الضباط. خلال القرن الثامن عشر، كان يُنظر إلى خدمة الميليشيات بشكل متزايد على أنها امتياز اجتماعي واقتصادي راسخ، بينما جنّدت القوات الإقليمية من أعضاء مختلفين وأقل تجذرًا في المجتمع.
نّظمت القوات الإقليمية الأولى في الجزء الواقع تحت السيطرة البريطانية من أمريكا الشمالية في سبعينيات القرن السابع عشر. نفذت القوات الإقليمية من خليج ماساتشوستس العمليات الرئيسية في خلال حرب الملك ويليام. في خلال حرب الملكة آن، شكلت القوات الإقليمية من خليج ماساتشوستس وكونيتيكت ونيوهامبشاير الجزء الأكبر من القوات الإنجليزية. خلال حرب الملك جورج، زوّدت ماساتشوستس وكونيتيكت ونيوهامبشاير ورود آيلاند القوات البرية التي استولت على لويسبورغ بالكامل. خلال الحروب الفرنسية والهندية، أخذت الحكومة الإمبريالية في لندن دورًا قياديًا، فأحالت القوات الإقليمية لتصبح غير قتالية، وتحولوا روادًا وقوات نقل، بينما خاض الجيش النظامي البريطاني الجزء الأكبر من القتال. لكن مساهمات كناتيكت وخليج ماساتشوستس ونيوهامبشاير ورود آيلاند ظلت ضرورية.

## التنظيم
جنّد الحكام الاستعماريون والمجالس التشريعية القوات الإقليمية المنفصلة عن الميليشيات خلال الحروب الفرنسية والهندية من أجل القيام بعمليات ممتدة عبر الزمن. جُنّدت هذه القوات في كثير من الأحيان اعتمادًا على نظام الحصص المطبق على الميليشيات. لم يستخدم التجنيد الإجباري إلا عندما لم يتسجل عدد كافٍ من المتطوعين. استخدمت المكافآت لزيادة تجنيد المتطوعين. عيّنت الحكومات الإقليمية الضباط، وكان الضباط الميدانيون في الغالب من الرجال ذوي الأهمية السياسية وأعضاء المجالس التشريعية مع سنوات عديدة من الخدمة في الميليشيات، بينما كان صغار الضباط من ضباط الميليشيات ذوي الكفاءة والشعبية. جندت القوات الإقليمية في مواسم محددة، وكانت تنم من جديد في كل ربيع، لكن معظم الضباط استمروا بالخدمة لسنوات. هذا وعيّنت الحكومات الاستعمارية أشخاصًا مسؤولين عن الأمور اللوجستية، وغالبًا ما كانوا تجارًا بارزين لديهم الفطنة التجارية والمعرفة لإدارة العمليات اللوجستية الواسعة المطلوبة. لم يكن التمييز بين الميليشيات والقوات الإقليمية مفهومًا دائمًا في بريطانيا المعاصرة، وقد حاول بنجامين فرانكلين شرح الاختلافات في رسالة أرسلها عام 1756 إلى صديقه الإنجليزي بيتر كولينسون. أوضح فرانكلين أن الرجال الذين يخدمون على الحدود ليسوا من الميليشيات ولكنهم جنود بدوام كامل جندوا للقتال لفترة محددة من الوقت، تدفع لهم الحكومات الاستعمارية رواتبهم. في المقابل، كانت الميليشيات عبارة عن رجالٍ يتابعون أعمالهم العادية، ويحشدون في أيام محددة للتدريب، وهم مستعدون للقتال فقط في حالة الطوارئ. كان خليج ماساتشوستس هو المستعمرة التي قدمت أكبر مساهمة في المجهود الحربي خلال الحروب الفرنسية والهندية. في القرن السابع عشر، نشأت القوات المحلية لأول مرة للعمليات الهجومية من خلال متطوعين من أفواج الميليشيات. بعد حرب الملك ويليام، سن المجلس التشريعي الاستعماري قوانين جديدة تجسد المبادئ الأساسية التي ستحكم عمل القوات العسكرية للمستعمرة خلال قرن من الأعمال الحربية. أُقصي دور الميليشيات من قوة قتالية محتملة لتصبج القاعدة التي جُنّدت منها القوات الإقليمية وحصلت منها على الإمدادات.